# Egon Fauvet
Egon Fauvet (* 7. Juni 1901 in Nienburg; † 2. April 1970 in Hannover) war ein deutscher Frauenarzt und Geburtshelfer, ehemaliger Chefarzt der Frauenklinik und erster Ärztlicher Direktor des Krankenhauses Oststadt sowie Professor an der Medizinischen Hochschule Hannover.

## Leben
Fauvet wurde 1901 geboren. Er studierte Medizin an der Georg-August-Universität Göttingen, wurde Mitglied der Verbindung Lunaburgia, legte 1925 dort sein Staatsexamen ab und wurde 1926 mit einer Arbeit Ueber einen Fall von Ersatz des Ductus choledochus durch eine Kalbsarterie promoviert. Seine weitere Ausbildung absolvierte er in Dresden und Leipzig, wo er unter Hugo Sellheim und Robert Schröder seine Facharztanerkennung erwarb und 1933 habilitiert wurde. Als Assistenzarzt an der Frauenklinik der Universität Leipzig war Fauvet an Zwangssterilisationen beteiligt, die zur Durchsetzung der nationalsozialistischen „Rassenhygiene“ 1933 im „Gesetz zur Verhütung erbkranken Nachwuchses“ legitimiert worden waren. Danach arbeitete er als Oberarzt an der Charité unter Georg August Wagner, wo er auch Gustav Döderlein kennenlernte. 1943 ging Fauvet nach Hannover, wo er zunächst die Frauenklinik in der Ellernstraße, später im neuerbauten Krankenhaus Oststadt leitete. Nach Gründung der MHH wurde Fauvet der erste Ordinarius für Frauenheilkunde. Nach Werner Bickenbach war Fauvet der 36. Präsident der Deutschen Gesellschaft für Gynäkologie und Geburtshilfe und leitete deren Kongress 1966 in Hannover. Fauvet stand der Klinik bis zu seiner Emeritierung 1969 vor. Sein Nachfolger wurde Karl Heinrich Wulf aus Kiel. Egon Fauvet verstarb am 2. April 1970 im Alter von 68 Jahren in Hannover.

## Würdigung
Egon Fauvet war Ehrenmitglied der Society of Pelvic Surgeons und der Norddeutschen Gesellschaft für Gynäkologie und Geburtshilfe. 1961/62 war er Präsident des Lions Club Hannover. Ihm wurde das Große Verdienstkreuz des Niedersächsischen Verdienstordens und die Ehrendoktorwürde der Tierärztlichen Hochschule Hannover verliehen.

## Schriften
Egon Fauvet verfasste über 80 Publikationen.
- E. Fauvet: Ueber einen Fall von Ersatz des Ductus choledochus durch eine Kalbsarterie. Dissertation. Georg-August-Universität Göttingen, 1926.
- E. Fauvet: Vergleichende Untersuchungen über die Entwicklung und Funktion der Milchdrüsen. IV. Das Verhalten der Milchdrüsen der weißen Ratte im Verlauf der Schwangerschaft. In: Arch Gynecol Obstet. 170, 1940, S. 238–243, doi:10.1007/BF01761509
- E. Fauvet, H. Schultz: Über die technisch verbesserte Stickoxydulnarkose. In: Dtsch med Wochenschr. 72, 1947, S. 700–702, doi:10.1055/s-0028-1118811
- E. Fauvet, H. Kirchhoff (Hrsg.): Verhandlungen der Deutschen Gesellschaft für Gynäkologie. 36. Versammlung. 20. – 24. September 1966. J. F. Bergmann, München 1967.
- E. Fauvet: Die Tradition der hannoverschen Ärzteschaft. Gesellschaft der Freunde der Medizinischen Hochschule Hannover e.V., 1968.